# 2016年リオデジャネイロパラリンピックのネパール選手団
2016年リオデジャネイロパラリンピックのネパール選手団（2016ねんリオデジャネイロパラリンピックのネパールせんしゅだん）は、2016年9月7日から9月18日までブラジルのリオデジャネイロで開催された2016年リオデジャネイロパラリンピックネパール選手団の名簿。

## 選手団
- 人員: 選手 2人

## 種目別選手・スタッフ名簿及び成績

### 陸上競技
- ビクラム・ラナ（男子100m T11 視覚）13秒02 予選敗退

### 競泳
- ラクシュミ・クンワル（女子100m自由形 S6 運動機能）3分11秒76 予選敗退